# Icke Winzer
Icke Winzer (* 23. Oktober 1937 in Berlin; † 25. März 2013 in Frankfurt am Main) war ein deutscher Maler und Vertreter der konkreten, freien Malerei.

## Leben und Werk
„Das Entscheidende der Werke Winzers liegt in ihrer Bedeutung als Malerei.“ (Max Imdahl)
1937 in Berlin geboren, studierte Icke Winzer bei Arnold Bode in Kassel Malerei. Seine nicht gegenständlichen, großformatigen Bilder überwältigen durch ihre absolute Farbwirkung und den Dialog zwischen malerischen Positionen und Fläche, zwischen Nah- und Fernsicht.
Bereits 1974 zeigte das Institute of Contemporary Art in London diesen unkonventionellen und kompromisslosen Maler in einer Einzelausstellung. Zahlreiche Ausstellungen folgten. Seine Gemälde finden sich in namhaften öffentlichen Sammlungen wie dem Kunstmuseum Düsseldorf, dem Museum für Moderne Kunst in Frankfurt am Main und der Staatsgalerie Stuttgart. 1993 würdigte das Staatliche Museum Schwerin den Künstler mit einer großen Retrospektive und zeigt in der ständigen Ausstellung Werke aus den Oeuvre-Block in Museumsbesitz.

## Ausstellungen (Auswahl)
- 2023: Farbmalerei, Karl Ernst Osthaus-Museum der Stadt Hagen
- 2022/2023: Schwarz Malen, Dr. Carl Dörken Galerie der Werner Richard – Dr. Carl Dörken Stiftung, Herdecke
- 2019/2020: Farbanstöße. Farbe in der neueren Kunst, Museum unter Tage / Situation Kunst (für Max Imdahl), Bochum
- 2018: „Die Farbe ist lebendig“ (Paul Cezanne), Farbmalerei, Dr. Carl Dörken Galerie der Werner Richard – Dr. Carl Dörken Stiftung, Herdecke
- 2013: Hauptsache Grau, Mies van der Rohe Haus, Berlin[6]
- 2011: Die niederländische Savanne – Alte Meister – Neue Kunst, Staatliches Museum Schwerin, Schwerin[7]
- 2011: Galerie Appel, Frankfurt am Main[8]

## Bibliografie (Auswahl)
- Icke Winzer, Statement. In: Colin Naylor u. a. (Hrsg.): Contemporary Artists. St. James Press, London 1977, ISBN 0-333-22672-0.
- Matthias Bleyl: Essentielle Malerei in Deutschland. Verlag für moderne Kunst, Nürnberg 1988, ISBN 3-922531-56-3.
- Gerhard Graulich: Fläche, Duktus und Streifen – Aspekte der Malerei von Icke Winzer. In: Kornelia von Berswordt-Wallrabe (Hrsg.): Icke Winzer: Staatliches Museum Schwerin, 25.6.–18.9.1994; Karl-Ernst-Osthaus-Museum Hagen, 4.2.–16.4.1995. Staatliches Museum Schwerin, 1994, ISBN 3-86106-016-7.
- Astrid Petermeier: Kunst ist Kunst und alles andere ist alles andere… In: Kornelia von Berswordt-Wallrabe (Hrsg.): Icke Winzer: Staatliches Museum Schwerin, 25.6.–18.9.1994; Karl-Ernst-Osthaus-Museum Hagen, 4.2.–16.4.1995. Staatliches Museum Schwerin, 1994, ISBN 3-86106-016-7.
- Max Imdahl: Zur Kunst der Moderne. Gesammelte Schriften Band 1, Suhrkamp, Frankfurt am Main 1996, ISBN 3-518-28835-0.
- Michael Fehr: Die Farbe hat mich – Positionen zur nicht-gegenständlichen Malerei. Klartext Verlag, Essen 2000, ISBN 3-88474-927-7, S. 261 f.
- Michael Fehr (Hrsg.): Farbe als Farbe. Kettler Kunst, Herdecke 2004, ISBN 3-937390-23-5.
- Michael Fehr, Sanford Wurmfeld (Hrsg.): Seeing Red – On Nonobjektive Painting an Color Theory. Salon Verlag, Köln 2004, ISBN 3-89770-194-4.
- Matthias Bleyl, Gerhard Graulich, Anna-Thea Stöß: Die Niederländische Savanne. Alte Meister – Neue Kunst. Katalog zur Ausstellung im Staatlichen Museum Schwerin, 2011, ISBN 978-3-86106-116-8.